# 赫根嗜眼吸虫
赫根嗜眼吸虫（学名：Philophthalmus hegeneri）为嗜眼科嗜眼属的动物。分布于美国以及中国大陆的广东肇庆等地，营寄生生活，终末宿主银欧、鸭以及寄生在眼结膜囊。